# اسپایکرویل (ایندیانا)
اسپایکرویل (به انگلیسی: Speicherville) یک منطقهٔ مسکونی در ایالات متحده آمریکا است که در ایندیانا واقع شده‌است. اسپایکرویل ۲۴۶ متر بالاتر از سطح دریا واقع شده‌است.